# Dracula au Pakistan

Dracula au Pakistan (Zinda Laash, ourdou: زندہ لاش) est un film pakistanais réalisé par Khwaja Sarfraz en 1967.

## Synopsis
L'action ne se déroule pas au XIXe siècle, mais vers la fin des années 1960. Dans son laboratoire, le Dr. Tabani pense avoir découvert la formule de la vie éternelle. Mais l'expérience le transforme en vampire. À la nuit tombée, Tabani part s’abreuver du sang de ses victimes, seul élixir ayant le pouvoir de le rendre éternel.

## Fiche technique
- Scénario : Naseem Rizwani & Mushir Kazmi, librement adapté du roman Dracula de Bram Stoker.
- Musique : Tassadaque Hussain.
- Durée : 1h44. N/B.

## Distribution
- Rehan : professeur Tabani/Dracula
- Asad Bukhari : Dr. Aquil Harker
- Ala-Ud-In : Parvez
- Deeba : Shabnam
- Habib : le frère d’Aquil
- Nasreen : la fiancée de Tabani
- Yasmine : Shirin

## Anecdotes
- Le film mélange le classicisme du cinéma muet, les emprunts visuels aux productions de la Hammer et les interludes musicaux dans la pure tradition bollywoodienne[1].
- Sortie en DVD : chez Bach Films le 15 juin 2006. Langage : ourdou, sous-titré français.
- Longtemps considérée comme perdue, la bobine a été retrouvée quasiment dans les poubelles, puis restaurée par Omar Ali Khan, historien du cinéma Bollywood et Lollywood. Une véritable perle rare du cinéma asiatique pour les fans du genre[2].
- Le film est sorti de justesse en salle au Pakistan, avec une classification X, et il sera ensuite interdit aux maisons de production pakistanaises de tourner d'autres films de vampires[1],[2].